# كريستوفر كولين
كريستوفر كولين (بالإنجليزية: Christopher Cullen)‏ هو رياضياتي بريطاني، ولد في القرن العشرين.